# SN 2009ka
SN 2009ka – supernowa typu IIb odkryta 18 października 2009 roku w galaktyce A211737+2600. W momencie odkrycia miała maksymalną jasność 17,50m.